# Leptodontium pusillum
Leptodontium pusillum là một loài rêu trong họ Pottiaceae. Loài này được M. T. Colotti & Schiavone mô tả khoa học đầu tiên năm 2008.